# Große Freiheit Nr. 7 (Album)
Große Freiheit Nr. 7 ist das 42. Studioalbum des österreichischen Schlagersängers Freddy Quinn, das 1984 im Musiklabel Polydor auf Schallplatte (Nummer 823 748-1) und Compact Disc (Nummer 559 139-2) erschien. Das Album konnte sich nicht in den deutschen Albumcharts platzieren. Als Single wurde das gleichnamige Lied mit Einsamkeit als B-Seite veröffentlicht.

## Titelliste
Das Album beinhaltet folgende zwölf Titel:
- Seite 1

1. Große Freiheit Nr. 7
2. My Bonnie Lies Over the Ocean (im Original ein traditioneller schottischer Folksong, erstmals 1882 von Charles E. Pratt veröffentlicht. Quinn hatte dieses Lied bereits 1965 auf dem Album Von Kontinent zu Kontinent veröffentlicht.[4])
3. La Paloma (im Original von Sebastián de Yradier um 1863 komponiert. Für Quinn war dieses Lied 1961 ein Millionenhit und gewesen und hatte Platz eins in den deutschen Singlecharts belegt.[5])
4. Die Schiffsentführung (geschrieben von Karl Vibach und Ricci Ferra)
5. Beim ersten Mal, da tut’s noch weh (geschrieben von Helmut Käutner und Werner Eisbrenner; im Original von Hilde Hildebrand, 1944[6])
6. Limmericks (geschrieben von Ricci Ferra und Victor Bach)

- Seite 2

1. Immer rin in die gute Stube (geschrieben von Ricci Ferra und Victor Bach)
2. Einsamkeit (geschrieben von Freddy Quinn, Reinhard Deutsch und Sandra Mareike)
3. Rolling Home (im Original ein Volkslied. Für Quinn war dieses Lied 1961 ein Millionenhit und gewesen und hatte Platz eins in den deutschen Singlecharts belegt. Zuvor veröffentlicht war es in den Alben Auf hoher See und Freddy auf großer Fahrt.[7])
4. Aloa Oe (im Original als Aloha ʻOe ein hawaiianisches Volkslied, das 1878 von Liliʻuokalani geschrieben wurde. 1962 hatte Quinn dieses Lied unter dem Titel Alo-Ahé  veröffentlicht.[8])
5. Auf der Reeperbahn nachts um halb eins (im Original von Walter Jankuhn, 1911. Dieses Lied war Teil des Albums Heimweh nach St. Pauli gewesen.)[9]
6. Im Hippodrom International (geschrieben von Freddy Quinn und Ricci Ferra. Mit Zitaten des Volkslieds Alouette, des Lieds Muss i denn, muss i denn zum Städtele hinaus (1827/Friedrich Silcher), und Christian Ludwig Heinrich Wagner, des Lieds Santa Lucia (1898/Ferruccio Giannini) sowie des Lieds Auld Lang Syne (1905/Frank C. Stanley).[10])